# Puteoli
Puteoli (en grec antic: Ποτίολοι) era una ciutat de la costa de Campània a la part nord del Sinus Cumanus (l'actual Golf de Nàpols) i a l'est de la badia anomenada Sinus Baianus.

## Història
En els seus inicis va ser una ciutat grega anomenada Dicearquia (Δικαιαρχία), una colònia de la veïna Cumes (Cumae) a la que servia de port, fundada suposadament cap a l'any 521 aC, segons Estrabó. Esteve de Bizanci i Eusebi de Cesarea diuen que era una colònia de Samos. La ciutat no va tenir cap paper a la història abans de la conquesta de Cumes pels campanis, i després fins a la conquesta romana. Els historiadors antics li seguien donant el dom de Dicearquia fins i tot després que l'hagués canviat per Puteoli.
El moment del canvi de nom no se sap amb seguretat, i es va creure que li van posar els romans quan hi van establir una colònia, però segurament el nom era més antic. Puteoli ja apareix abans (durant la Segona Guerra Púnica, segons Titus Livi, i probablement derivada del seu nom osc, Phlistus que en grec es deia Phistelia i que els romans segurament van transcriure Puteoli. Però altres versions suggereixen que podria derivar dels pous "putei", o fonts de naturalesa volcànica, abundants a la zona, segons diu Marc Terenci Varró.
Apareix realment a la historia a la [Segona Guerra Púnica] quan va ser fortificada per Quint Fabi Màxim contra Hanníbal, l'any 215 aC. Aquest la va atacar sense èxit el 214 aC. El 212 aC era el principal port del que es rebien els subministraments des Etrúria i Sardenya per l'exèrcit romà que assetjava Càpua. El 211 aC Claudi Neró es va embarcar aquí amb dos legions cap a Hispània. Els ambaixadors cartaginesos van arribar a aquest port al final de la guerra, el 203 aC, de camí cap a Roma.
El 194 aC els romans hi van establir una colònia que es va dir Puteoli i el nom anterior va desaparèixer formalment. Una inscripció del 105 aC confirma la data de la colònia. Va ser una de les places comercials principals durant la república i després sota l'Imperi i a més era una de les residencies més apreciades dels romans rics que tenien una vil·la com a segona residencia. Ciceró n'hi va tenir una. Sota Sul·la va rebre una nova colònia, i una altra sota August. La ciutat es va convertir en el port més important pel comerç que arribava d'orient i d'Alexandria, i era el que usaven els polítics i militars romans quan tornaven de les seves expedicions a Grècia i a Àsia. Estrabó ho confirma, i Sèneca diu que era així en temps de Neró. Segons Plini el Vell, tenia uns molls immensos, on podien arribar les enormes naus que es necessitaven per transportar des d'Egipte els obeliscs usats per decorar Roma. En temps de l'emperador Claudi s'hi va establir una base permanent de bombers per a apagar els incendis que s'hi poguessin declarar.
L'any 69 es va decantar a favor de Vespasià, segons diu Tàcit, i segurament per això portava el nom de Colonia Flavia Augusta Puteoli, i possiblement va rebre una nova incorporació de colons. Dioclecià hi va construir una nova via que connectava directament amb la Via Àpia, i Antoní Pius va reparar els molls.
L'any 410 va ser saquejada pel visigot Alaric I, pel vàndal Genseric el 455, i per l'ostrogot Tòtila el 545. Després probablement va quedar deserta i no es va poder recuperar fins passat bastant de temps, ja a l'edat mitjana, encara que va patir diverses destruccions per les activitats volcàniques el 1198 i el 1538.
Queden les ruïnes de l'amfiteatre, un suposat temple de Diana que semblen ser els banys, restes d'un aqüeducte i altres edificis, destacant per sobre de tots l'anomenat Serapis o Serapeum, un edifici ben conservat d'utilització incerta amb dos edificis annexos coneguts per Temple de Neptú i Temple de les Nimfes. L'anomenada vil·la de Ciceró podrien ser o no ser les d'aquesta vil·la.
Al nord-est hi ha la moderna Solfatara, antiga Forum Vulcani, que és un cràter d'un volcà extingit del que surten gasos sulfurosos. Les fonts sulfuroses són anomenades per Plini el Vell Leucogaei Fontes i avui dia es diuen Pisciarelli.
Les ruïnes són a tocar de la moderna ciutat de Pozzuoli.